# 柿本神社 (明石市)
柿本神社（かきのもとじんじゃ）は、兵庫県明石市人丸町にある神社。人丸山（人丸山公園）の頂上に鎮座するが、山名も当神社に因むものである。旧社格は県社。旧くは「人丸神社」と称し、地元では「人丸さん」とも呼ばれる。

## 祭神
柿本大明神とも称される柿本人麻呂朝臣を祀る。
祭神は歌聖と仰がれることから歌道の神としての信仰を集め、そこから学問文芸の神としても崇められる。また「人麿（ひとまる）」を「人生まる（ひとうまる）」と解し安産の神として、江戸時代からは「火止まる（ひとまる）」と解し火防の神としての信仰もある。
他にも「明石」と「開かし」を掛詞として眼病治癒の効験があるとされている。
嘉暦2年（1327年）に著された『人丸縁起』によると本地仏は十一面観音で、その像は旧別当寺として隣接する月照寺に祀られている。

## 歴史
社伝によれば、仁和3年（887年）に明石の岡（赤松山とも。現・県立明石公園）にあった楊柳寺（後の月照寺）の覚証という住僧が夢中に柿本人麻呂の神霊がこの地に留まっているのを感得し、寺の裏の古塚がその塚であることが判明したために塚上に人麻呂を祀る祠を建てて寺の鎮守としたことに創まるという。
ただし創祀の事情に関しては、人麻呂が水死させられたという説があるので本来は非業の死を遂げた人麻呂の怨霊を慰めるために祀られた可能性、あるいは『古今和歌集』に詠み人知らずの歌として「ほのぼのと明石の浦の朝霧に 島隠れゆく舟をしぞ思ふ」という歌が載せられ、左註に「ある人」の言として作者は人麻呂であるとされ、神社ではこの歌を縁起として重視していることと、人麻呂が文武天皇から下賜された船乗十一面観世音の仏像が大和国の柿本寺という寺にあったのを覚証が迎えて楊柳寺の奥の院に祀ったところ仏像の胎内から『和歌秘弁抄』なる書物1巻が出たとの伝承があることから、和歌を含めた秘事口伝が重んじられるようになった時代に「ほのぼのと」の歌が人麻呂作と信じられそのことが直接の契機となって、神社が創祀された可能性が考えられる。因みに当神社と密接な関係を持つ月照寺の寺伝によれば、覚証は大和国の広安寺なる寺から人麻呂の念持仏であった船乗十一面観世音を勧請して楊柳寺の奥の院に祀ると共に寺号を月照寺と改めたといい、また同寺では「ほのぼのと」の歌に「初生（ほのぼのと） 娑婆世界（あかしがうらの）朝立霧（あさきりに） 四魔滅（しまかくれゆく） 念仏（ふねをしぞおもふ）」との字を充て、各句を発心大円鏡智（生）、修行平等性智（老）、菩薩如観察智（死）、涅槃成行作智（病）、法界体性智（苦）の「生老死病苦」という仏教的摂理で解釈している。
文明8年（1476年）4月に慶範という僧侶が大和添上郡の柿本寺（しほんじ。現・奈良県天理市に寺跡がある）の復興を目論んで行った勧進状に明石浦にも人麻呂の墓所があると記されているので、少なくとも当時までには広く知られる存在であったことがわかるが、天正9年（1581年）には豊臣秀吉が「播州明石の人丸は和歌第一の神仙」であると大明石村の新たに開墾した田地30石を寄進し、江戸時代に入って慶長17年（1612年）にもこれは安堵され、元和5年（1619年）に小笠原忠真が明石の岡に明石城を築城することになると、同7年に替地として現在地である小山の崖上に月照寺と共に移祀され新たに社領40石が寄進された。なお、遷座後は新鎮座地を人丸山と称するようになり（それまでは旧鎮座地を人丸山と称していた）、旧地にも人丸社が残されて明石城の鎮守とされ、これは後に廃絶したものの、人丸塚は本丸跡に現存している。
柿本人麻呂の死去から1,000年に当たるとされた享保8年（1723年）に霊元上皇の執奏により正一位の神階と「柿本大明神」の神号が宣下されるとともに女房奉書が下賜され、命日とされた3月18日に盛大な一千年祭が営まれた。以来同日を例祭日と定め古今伝授や天仁遠波（てにをは）伝授が行われる際には必ず奉告がなされる例となったが、同年6月に霊元上皇が撫物を下付するとともに白銀3枚を寄せて3箇年の祈祷を命じると、桜町、桃園、後桜町天皇も当神社を勅願所と定め、また天皇を始め中宮、上皇、東宮といった皇室から時々の白銀奉納と撫物を下しての祈祷が恒例とされた他、宮廷人や歴代明石藩藩主からも和歌の神としての崇敬を受けた。
明治7年（1874年）2月に村社に列し、同12年6月に郷社、大正15年（1926年）3月には県社に昇った。

## 祭祀
近世には祭神の命日とされた3月18日を例祭日とした他、毎月18日に祭典が行われたが、近代以降例祭日が月遅れの4月18日となり、現在は4月第2日曜日となっている。当日は神輿が繰り出され、子供神輿と合わせて計5基が市内を巡幸する。また10月18日には秋季除火大祭が斎行され、春秋二季には和歌の神に因んだ和歌献詠祭も斎行される。
なお、3月18日が命日（祭日）とされることについては、18日が観音菩薩の縁日ともされることと上述のように当神社祭神の本地仏が十一面観音とされることとの関連性が窺える。

## 社殿
本殿は一間社流造銅板葺。拝殿は桁行5間梁間3間の入母屋造平入瓦葺で正面に千鳥破風と銅板葺の軒唐破風を付し、背面は切妻造銅板葺の幣殿を通じて本殿と連絡する。

## 末社
天神社（菅原道真公）、三宝荒神社（竈神）、五社稲荷社（稲荷大神）の3社。

## 文化財

### 重要文化財
- 後桜町天皇宸翰短籍（45葉）

明和4年（1767年）2月、有栖川宮職仁親王から古今伝授を受けた後桜町天皇が報賽の意を込めて奉納した宸翰の短冊。明治34年（1901年）8月2日に古社寺保存法に基づく旧国宝（現行法の重要文化財に相当）の指定を受けた。昭和25年（1950年）、文化財保護法の施行に伴い重要文化財（書跡・典籍）となっている。
- 仁孝天皇宸翰及一座短籍（49葉）

天保11年（1840年）11月に古今伝授を受けた仁孝天皇が法楽のために奉納したと思われる短冊。初めの3葉とそれ以外の標題が宸翰。「後桜町天皇宸翰短籍」と同様、明治34年8月2日に古社寺保存法に基づく（現行法の重要文化財に相当）旧国宝に指定。後桜町天皇宸翰短籍と共に皇室以下の柿本大明神に対する崇敬の厚さを物語る。

### 明石市指定文化財
- 播州明石浦柿本大夫祠堂碑1基

柿本人麻呂を敬仰すると共に歌道の隆盛を願った明石藩主松平信之が寛文4年（1664年）10月に建てた人麻呂の顕彰碑。人麻呂の伝記を記す碑文は大学頭林春斎によって撰ばれ、明石市における文化史的意義の深いものとして昭和48年（1973年）2月2日に明石市指定文化財（建造物）となった。台座は亀形であるが、碑文全てを一息で読むとこれが動くと伝わる。
- 絵馬「森狙仙筆 猿の図」1面

森狙仙が猿の親子を毛書きで描いた絵馬。文化11年（1814年）に明石郡の丁字屋宗兵衛から奉納された。円山派を脱して独自の画風を形成した狙仙の代表的な作品として、また「文化十一年甲戌三月狙仙筆」の落款と狙仙の印があり、製作年次が明らかなことから、昭和52年2月10日に明石市指定文化財（絵画）となった。
- 石造狛犬1対

拝殿前にある石造の狛犬で、本体は砂岩製、台座は花崗岩製。たてがみに巻き毛を多く有する点が独特で、尾に巻き毛が多く横に広がらない点も珍しい。台座に宝暦4年（1754年）の銘があり、現存する石造狛犬としては明石市内のみならず播磨でも最古の作とされる。昭和58年3月31日に明石市指定文化財（彫刻）となった。

## 境内

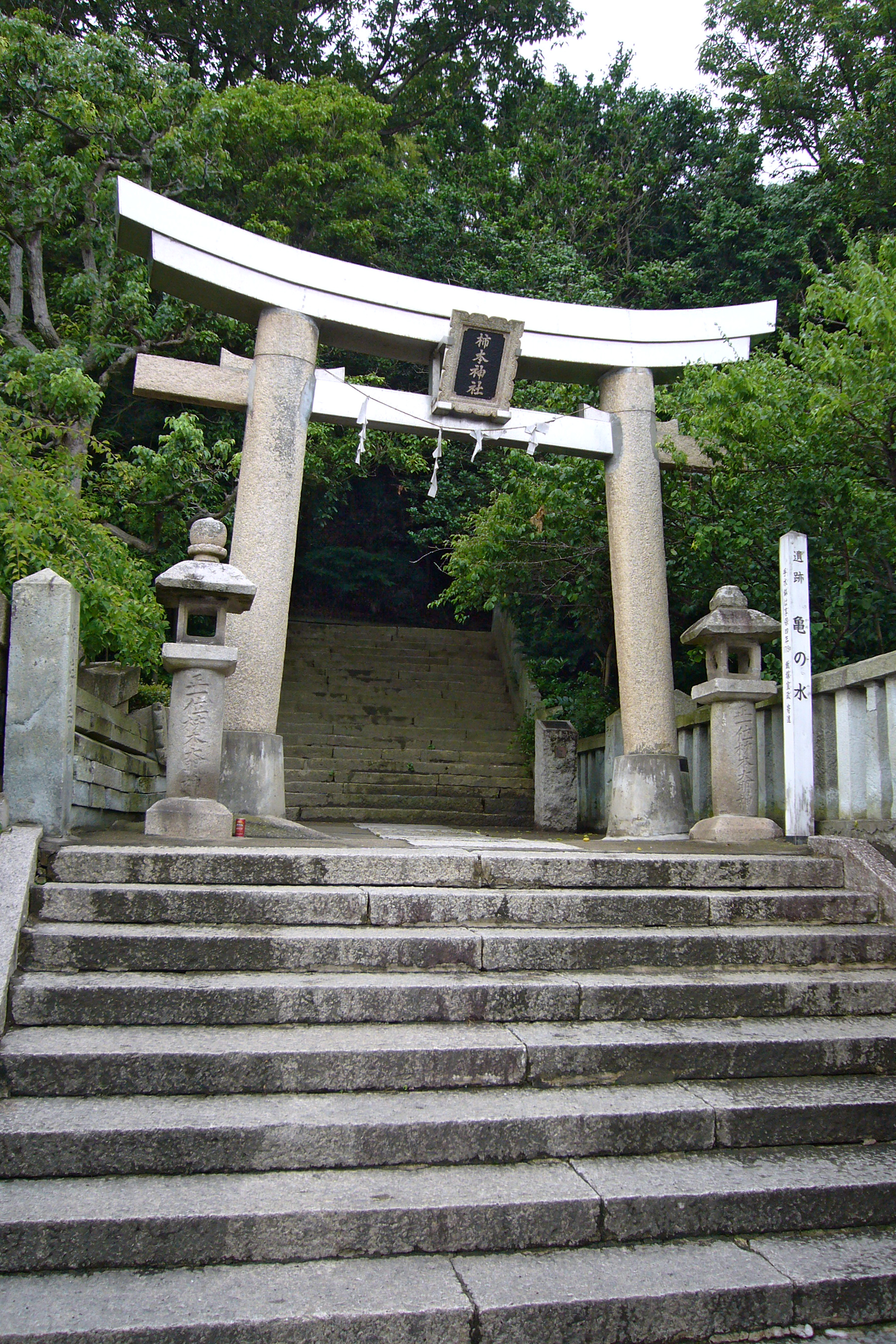
西参道の鳥居

境内には境内社や前節文化財の他に、以下のものもある。
- 神木筆柿

祭神が石見国からの帰京の途次に同国から持参してこの地に植樹したと伝える神木の柿の木で、筆の穂先程の実が成ることから名付けられた。婦人がその実を懐中すれば安産が保証されると信仰される。
- 盲杖桜

筑紫国から参拝した盲人が、社頭で「ほのぼのとまこと明石の神ならば 我にも見せよ人丸の塚」と詠じると、神験によって眼が開いたためにそれまで突いていた杖が不要となり、これを地に刺したところ、それが根付いたという桜の木。当地における杖立て伝説を示す。
- 八房梅

元禄時代に赤穂浪士の間瀬正明が主君（浅野長矩）の仇討を祈願して植えたという梅。1つの花に8個の実が成ることから名付けられた。もと社前にあった親木の後継樹として境内に移植されたもの（月照寺境内にもあり）。
- 亀の水（亀齢水）

人丸山西麓の西鳥居前に湧く地下水。延命長寿の水としての信仰を有する。元禄12年（1699年）、現在の西参道を造営するに際して手水舎として設けられたのが始まりという。現存する手水鉢は享保4年（1719年）に飯塚宣政によって寄進された。
なお、境内は明石海峡を望む「ほのぼのと」の歌に相応しい景観を提供する地であるが、日本標準時子午線（東経135度）が通るのに因んで社前の山腹に明石市立天文科学館が建てられ、その高塔が聳えているため視界が一部遮られている。

## 交通
- 山陽電鉄 人丸前駅 徒歩5分